# Bergaptène
Le bergaptène ou 5-méthoxypsoralène est un composé organique de la famille des une furocoumarines. C'est l'éther de méthyle du bergaptol.

## Occurrence naturelle
Le bergaptène est naturellement présent dans l'huile essentielle de bergamote (d'où il tire son nom) ainsi que dans celle d'autre fruits de la famille des citrus, comme le citron ou la mandarine. Il est aussi présent dans la sève de panais et dans celle de la berce du Caucase (Heracleum mantegazzianum).

## Propriétés
Le bergaptène est responsable avec d'autres furocoumarines (comme le psoralène) de la phototoxicité de l'huile de bergamote et des sèves de panais et de berce du Caucase. Le bergaptène provoque en effet une photosensibilisation de la peau à la lumière du soleil et en particulier à son rayonnement ultraviolet.

## Utilisation
Ses propriétés photsensibilisantes font qu'il a été utilisé par le passé dans des crèmes solaires comme accélérateur de bronzage (en). Cependant, cette photosensibilisation de la peau suivi d'exposition à la lumière peut provoquer des mutations cellulaires pouvant induire des cancers. Depuis qu'il a été reconnu comme dangereux, le bergaptène est retiré de l'huile essentielle de bergamote (utilisée pour ses autres propriétés) par un traitement chimique avant sa commercialisation appelé débergapténisation.
Le bergaptène est utilisé comme agent mutagène des cultures de cellules en recherche génétique, notamment dans la recherche contre le cancer.